# Hymenophyllum hirsutum
Hymenophyllum hirsutum là một loài thực vật có mạch trong họ Hymenophyllaceae. Loài này được (L.) Sw. miêu tả khoa học đầu tiên năm 1801.

## Hình ảnh

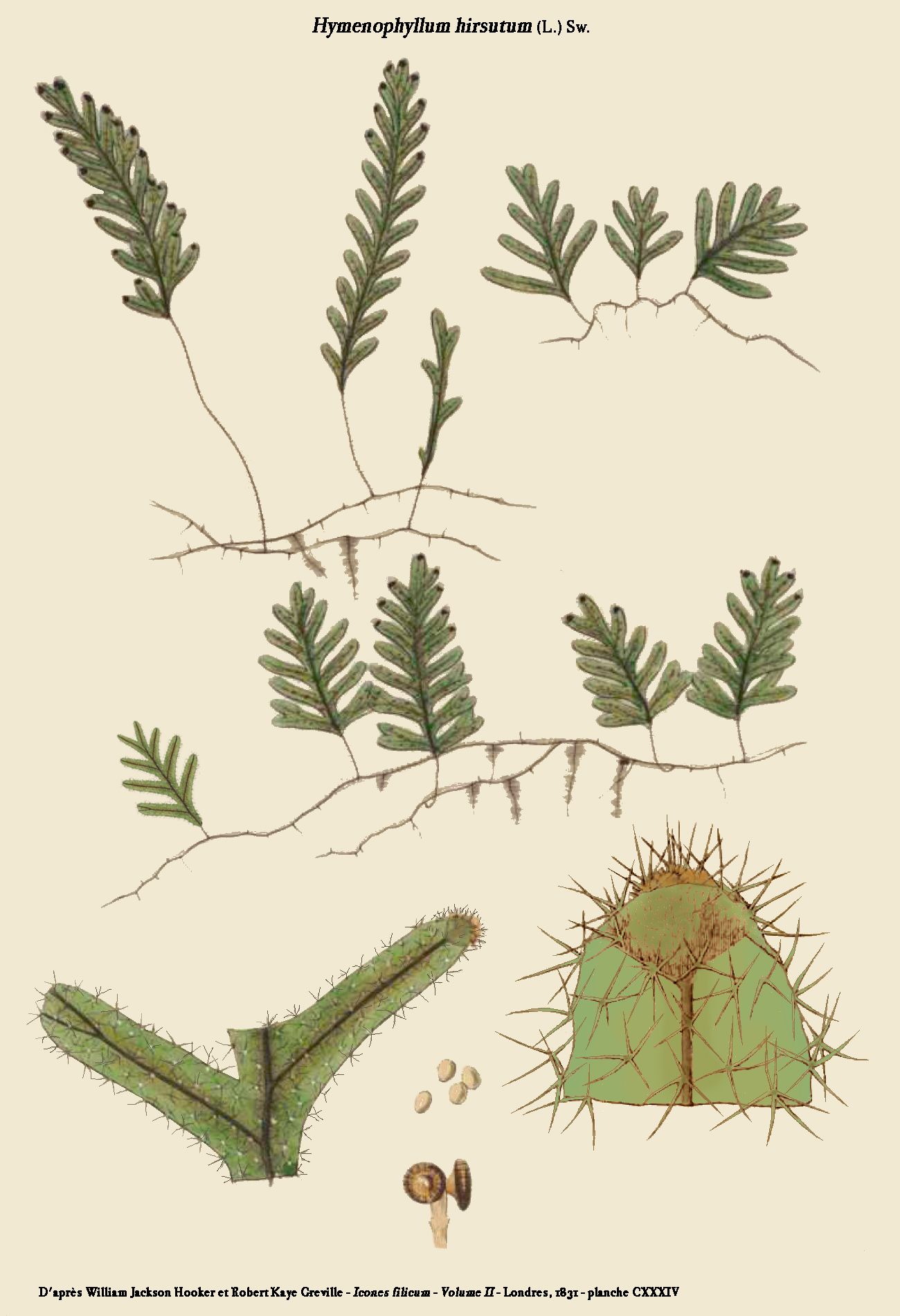